# 2021 új világörökségi helyszínei
Az UNESCO Világörökség Bizottsága a 2021. július 16–31. között Fucsouban tartott ülésszakán a következő 34 helyszínt nyilvánította a világörökség részévé:
| | Európa nagy fürdővárosai |
| Ausztria, Belgium, Csehország, az Egyesült Királyság, Franciaország, Németország, Olaszország közös világörökségi helyszíne |                          |
| Kulturális (II) (III) |                          |
| Védett terület: 7014 ha, puffer zóna: 11 319 ha, hivatkozás: 1613 |                          |
| A világörökségi helyszínhez összesen tizenegy fürdőváros tartozik, amelyek hét országban találhatók: Baden bei Wien (Ausztria), Spa (Belgium), Františkovy Lázně, Karlovy Vary és Mariánské Lázně (Csehország), Vichy (Franciaország), Bad Ems, Baden-Baden és Bad Kissingen (Németország), Montecatini Terme (Olaszország) és Bath (Egyesült Királyság). Mindegyik fürdőváros nagy ásványtartalmú és vízhozamú forrás(ok) körül épült ki, városképüket meghatározza a 19. század elejétől fellendülő és az 1930-as évekig folyamatosan fejlődő európai fürdőkultúra. A források közelébe terápiás célra hasznosított épületeket, nagyméretű szállodákat, szivattyúállomásokat, ivótermeket, medencéket építettek, a vizet összetett rendszereken keresztül (pl. alagutak segítségével) vezették el. Kiegészítő és rekreációs célra kerteket hoztak létre, kaszinókat, színházakat, villákat, találkozóhelyeket építettek, valamint kialakították a fürdők üzemeltetéséhez szükséges infrastruktúrát is. A fürdőközpontok létrehozásakor ügyeltek arra is, hogy az épületegyüttesek harmonikusan illeszkedjenek a városképbe és a környező tájba. A fürdővárosok az orvostudomány, más természettudományok, valamint a balneológia fejlődésének és egymással való szorosabb kapcsolatának bizonyítékai és fontos helyszínei. |                          |

| | A Római Birodalom dunai limese |
| Ausztria, Németország, Szlovákia közös világörökségi helyszíne |                                |
| Kulturális (II)(III)(IV) |                                |
| Védett terület: 1670,64 ha, puffer zóna: 1074,67 ha, Hivatkozás: 1608 |                                |
| A dunai limes egy csaknem hatszáz kilométer hosszú határszakasz volt a Duna mentén, a teljes Római Birodalmat körbefogó határrendszer egy része, az európai területek középső határszakasza a barbárok ellen. A Duna az első századtól kezdve körülbelül négyszáz éven keresztül természetes határként is funkcionált, a katonai infrastruktúra legionárius erődökből, kisebb erődítményekből, őrtornyokból, a hozzájuk tartozó kisegítő építményekből, átmeneti katonai táborokból és civil épületegyüttesekből állt, amelyek egymástól szabálytalan távolságra szóródtak szét a Duna mellett. Maga a folyó a Római Birodalomhoz tartozott és fontos katonai és áruszállítási útvonal is volt. A limes fejlődését a 2. század második felében és a 3. század közepén a háborúk lelassították, majd az utánuk következő békésebb időszakokban újból gyorsabb fejlődésnek indult. Ez a határszakasz nem egy átjárhatatlan határ volt, így elősegítette a különböző kultúrák közötti kapcsolattartást. A helyszín egyes elemei ma is álló épületek vagy épületrészek, más darabjai csak a régészeti kutatások után lett látható. Általánosságban jó állapotban maradtak meg, konzerválásuk folyamatban van. Némelyiket a középkorban vagy később újabb épületstruktúrákkal vettek körül. |                                |

| | Jóakarat-kolóniák |
| Belgium és Hollandia közös világörökségi helyszíne |                   |
| Kulturális (II) (IV) |                   |
| Védett terület: 2012 ha, hivatkozás: 1555 |                   |
| A két ország közös világörökségi helyszíne négy részből áll, ezek kultúrtájak és a hozzájuk tartozó kolóniák, amelyből egy Belgium és három Hollandia területére található. A kolóniákat egy 19. századi szociális reformkísérlet keretében hozták létre, amelynek az volt a célja, hogy távoli helyeken alapított mezőgazdasági telepekkel enyhítsék a városi szegénységet. Legkorábban, 1818-ban a hollandiai Frederiksoord telepet hozták létre és itt volt a Jóakarat-társaság központja is, egy olyan egyesületé amelynek célja a szegénység enyhítése volt országos szinten. A másik három kolónia Wilhelminaoord és Veenhuizen volt Hollandiában és Wortel Belgiumban. Mivel a kolóniák kis földterületei nem termeltek elég profitot a társaság másfajta bevételi forrásokat keresett. Felvette a kapcsolatot az állammal, és kezdetben árvákat majd koldusokat és csavargókat telepítettek a helyszínekre, ami úgynevezett „nem szabad” kolóniát eredményezett mint például Veenhuizen ahol központosított földművelést folytattak őrök felügyelete alatt. A telepek kialakításakor szabályos alaprajzot követtek, főbb épületeik a lakóházak, a mezőgazdasági épületek, templomok és középületek voltak. A 19. század közepén Hollandiában több mint 11 ezer ember élt ilyen kolóniákon, Belgiumban a legnagyobb lélekszám 6000 körül volt 1910-ben. |                   |

| | Roberto Burle Marx kisbirtoka |
| Brazília |                               |
| Kulturális (II)(IV) |                               |
| Védett terület: 40,53 ha, puffer zóna: 575 ha, hivatkozás: 1620 |                               |
| A Rio de Janeiro nyugati részén található helyszín Roberto Burle Marx (1909 – 1994 ) művész és tájépítész több mint negyven évig tartó munkájának eredménye. Az alkotó egy „élő műalkotást” kívánt létrehozni helyi növényekből és modernista építészeti elemekből. Az 1949-ben elkezdett alkotáson kezdettől fogva felismerhetőek azok a stíluselemek amelyek később is meghatározták a művész munkásságát és nagymértékben hatottak a nemzetközi kertépítészetre is. Jellegzetességei kanyargós formái, dús növényzete, épületelemeinek elrendezése, a színek éles ellentéte, trópusi növények és a hagyományos népi kultúra elemeinek felhasználása. Az 1960-as évek végére a kert tartalmazta (más ritka trópusi fajok mellett) az ország növényzetének legreprezentatívabb gyűjteményét. A kertben 3 500 trópusi és szubtrópusi ültetett növény él a régió természetes vegetációja mellett, köztük mangrove-fajok, valamint parti trópusi és szubtrópusi erdős térségből származó egyedek. A kert kialakítása és fenntartása komoly együttműködést igényelt ami a környezet megóvásának egyik feltétele. A Sitio Roberto Burble Marx az első olyan modern trópusi kert ami felkerült a világörökségi listára. Roberto Burle Marx egykori lakhelye, műterme és kertje, a Sítio (kisbirtok) ma az Instituto Burle Marx alapítvány székhelye is. |                               |

| | A Chinchorro-kultúra régészeti helyszínei |
| Chile |                                           |
| Kulturális (III)(V) |                                           |
| Védett terület: 364,05 ha, puffer zóna: 672,31 ha, hivatkozás: 1634 |                                           |
| A helyszín három fő részből áll, kettő közülük Arica városában, egy pedig tőle körülbelül száz kilométerre délre helyezkedik el. A helyeken annak a tengeri vadászó-gyűjtögető kultúrának (Chinchorro-kultúra) emlékei találhatók meg amely az Atacama-sivatag északi részén, Chile legészakibb partvidékénél létezett körülbelül i. e. 5450 és i. e. 890 között. A helyszínen tárták fel az emberi mumifikálás legkorábbi emlékeit olyan temetőkben ahol egyaránt találtak mesterségesen mumifikált, illetve a száraz éghajlat következtében természetes módon megmaradt testeket. Idővel a chinchorro-k egyre bonyolult temetési szertartásokat végeztek amelyek során a halottaikat feldarabolták majd mumifikálás után újra összeillesztették a testeket. A maradványok lefedik a társadalom egészét, férfiakat, nőket és gyerekeket is mumifikáltak. Ezek a „tartósított” testek bizonyos fokú szobrászati és esztétikai értéket is képviselnek és bizonyítják, hogy a halottak mennyire fontos szerepet töltöttek be a chinchorro társadalomban. A lelőhelyeken kőből és növényi anyagokból készült szerszámokat, csontból és kagylóhéjból készült egyszerűbb eszközöket is feltártak amik lehetővé tették a tengeri eredetű erőforrások intenzív felhasználását. |                                           |

| | Árapályövi síkságok a délnyugati partok mentén |
| Dél-Korea |                                                |
| Természeti (vii)(viii)(ix) |                                                |
| Védett terület: 128 411 ha, puffer zóna: 74 592 ha, hivatkozás: 1591 |                                                |
| A Sárga-tenger keleti részénél, Dél-Korea délnyugati és déli partvidéke menti árapályövi síkságok, koreai nyelven ketpolok közül négy tartozik a helyszínhez, Szocshon, Kocshang, Sinan és Poszong. Összesen körülbelül 130 000 hektáron terülnek el, mindegyikük az árapálysíkságok egy-egy típusát mutatja be: tölcsértorkolati, nyitott beöblösödő, szigettenger típusú és félig körülzárt árapálysíkság. Az árapálysíkságokat komplex geológiai, óceáni és klimatikus folyamatok együttesen hozták létre. Magas biodiverzitású területek, összesen 2150 növény és állatfajjal, melyek közül 22 faj globálisan veszélyeztetett. 47 endemikus fajt dokumentáltak a területen, valamint öt veszélyeztetett tengeri gerinctelen állatfajt is. Az árapálysíkságok alapvető fontosságúak 118 költöző madárfajnak, ezen kívül nagy számban fordulnak elő rákfélék, csigák, kagylók is. Endemikus állatai közé tartozik az iszappolip (Octopus minor), a japán iszaprák (Macrophthalmus japonica), egy hegedűs rákfaj (Uca lactea), különböző sörtés férgek, a stimpson szellemrák (Ocypode stimpsoni) és a sárga-tengeri homokcsiga (Umbonium thomasi). |                                                |

| | Palafeldolgozás Északnyugat-Walesben |
| Egyesült Királyság |                                      |
| Kulturális (II) (IV) |                                      |
| Védett terület: 3259 ha, hivatkozás: 1633 |                                      |
| A hely azt a változást mutatja be, ami az ipari mennyiségben bányászott pala kitermelése okozott a tradicionális vidéki környezetben Snowdon hegyein és völgyeiben. A hegytetőtől a tengerpartig terjedő térség bányászati lehetőségeit nagy volumenű ipari tevékenységgel igyekeztek kihasználni a földbirtokosok és más nagybefektetők, akik az ipari forradalom idején a mezőgazdasági tevékenységgel hasznosított tájat egy, a palafeldolgozással foglalkozó ipari központtá alakították át. A helyszín hat részből áll, ezeken bányák és kőfejtők maradványai, a palafeldogozás tárgyi emlékei, ma is lakott és elhagyott régi lakóhelyek, kertek, vidéki házak, kikötők, vasútvonalak és utak találhatók, az ipari tevékenység és a mindennapi élet összefonódásának bizonyítékai. A környéken nem csak palaexporttal foglalkoztak, fontos volt a technológiák exportja, valamint az innen elvándorló szakemberek tudása is az 1780-as évektől egészen a 20. század elejéig. Az itteni palafeldolgozási technikák iparágukban vezető szerepet játszottak, és a világ több pontján is mintául szolgáltak hasonló létesítményeknek. |                                      |

| | Szudáni stílusú mecsetek Elefántcsontpart északi részén |
| Elefántcsontpart |                                                         |
| Kulturális (II)(IV) |                                                         |
| Védett terület: 0,1298 ha, puffer zóna: 2,3293 ha, hivatkozás: 1648 |                                                         |
| A Tengréla, Kouto, Sorobango, Samatiguila, Nambira, Kong és Kaouara településeken található nyolc, vályogtéglából épült kisméretű mecset jellegzetességei a kiálló gerendák, a függőleges támfalak rajtuk strucctojással vagy cserépedénnyel, és az elkeskenyedő minaretek. A mecsetek annak az építészeti stílusnak az újraértelmezései, ami a feltételezések szerint valamikor a 14. században alakult ki Dzsenné városában. Dzsenné akkoriban a Mali Birodalom része volt és a Szahara, valamint az Észak-Afrika közötti só-, illetve aranykereskedelemnek köszönhette gazdagságát. Ez az építészeti stílus főleg a 16. századtól kezdett terjedni a sivatagtól délre, miközben az épületek egyre alacsonyabbak lettek és támfalaik a nedvesebb időjárás miatt egyre vastagabbá váltak. Az országban álló húsz mecset közül a helyszínhez tartozó nyolc épület maradt meg a legjobb állapotban, a 20. század elején még több száz ilyen mecset állt. Ez a Nyugat-Afrika szavannás területeire jellemző szudáni stílusú építkezési mód a 17. és a 19. század között fejlődött igazán, amikor számos kereskedő és tudós hagyta el a Mali Birodalmat és költözött délebbre mialatt a transz-szaharai kereskedelmi útvonalakat egészen az erdős területekig terjesztették ki. Ezek az útvonalak segítették elő az iszlám terjedését, a helyszínhez tartozó épületek az iszlám építészetnek a helyi hagyományokkal való összeolvadásának bizonyítékai. |                                                         |

| | Cordouani világítótorony |
| Franciaország |                          |
| Kulturális (I)(IV) |                          |
| Védett terület: 17 015 ha, puffer zóna: 83 880 ha, hivatkozás: 1625 |                          |
| A világítótorony egy sekély sziklás fennsíkon fekszik az Atlanti-óceánban, közvetlenül a part mellett a Gironde folyó torkolatánál, egy az időjárási jelenségeknek fokozottan kitett környezetben. A 16. és a 17. század fordulóján építették Louis de Foix mérnök tervei alapján fehér mészkőből. Később a 18. század végén egy másik mérnök, Joseph Teulére elképzelései szerint átalakították. A világítótorony a tengeri jelzőrendszerek egyik mesterműve, díszítése számos oszlopból, pillérből és vízköpőből áll. A világítótorony-építészet egyik legvirágzóbb korszakában készült, alkotói az antik hagyományokat kívánták folytatni ötvözve a kor navigációs technikájával, amelyben a hasonló jellegű építmények fontos szerepet játszottak mind a területek kijelölésében, mind a hajózás biztonságosabbá tételében. A 18. század végi átalakításkor megmagasították és a kor tudományos és technológiai fejlődésével összhangban átépítették a kamrát amelyben a konkrét világító berendezést helyezték el. A torony építészetében megtalálhatók az ókori modellekből származó elemek, a manierista építészet stílusjegyei, valamint az egyik leghíresebb francia mérnöki iskola által favorizált építészeti sajátosságok. |                          |

| | Nizza |
| Franciaország |       |
| Kulturális (II) |       |
| Hivatkozás: 1635 |       |
| Nizza a mediterrán város az Alpok lábánál közel az olaszországi határhoz enyhe klímájának és a tengerhez való közelségének köszönhetően kedvelt téli tartózkodási hellyé vált. A 18. század közepétől egyre nagyobb számban érkeztek arisztokraták és felső-középosztálybeliek, főleg angolok, akik itt töltötték a telet. 1832-ben a településen, ami ekkor a Szárd Királyság része volt egy városrendezési tervet fogadtak el annak érdekében, hogy minél vonzóbb legyen a külföldi látogatók részére. Nem sokkal később a Camin dei Inglesi-t ami egy szerény, két méter széles út volt a tengerparton egy elegáns sétánnyá bővítették és 1860-tól (amikor Nizza Franciaország része lett) Promenade des Anglais-nak nevezték. A következő száz évben más országokból is, főleg Oroszországból egyre nagyobb számban érkeztek vendégek téli tartózkodásra, ami újabb építkezési hullámot indított el és a város terjeszkedni kezdett középkori városrész mellett területeken is. A látogatók és a hosszabb ideig itt tartózkodók különböző kulturális háttere és az a törekvés hogy a lehető legjobban kihasználják Nizza természeti adottságait egy jellegzetes városképet eredményezett ami hozzájárult kozmopolita jellegéhez. |       |

| | Ivindo Nemzeti Park |
| Gabon |                     |
| Természeti (IX)(X) |                     |
| Védett terület: 298 758 ha, puffer zóna: 182 268 ha, hivatkozás: |                     |
| A Gabon északi részén az egyenlítő közelében fekvő majdnem 300 000 hektáros védett övezet nagy része érintetlen, jellegzetessége gyors folyóinak és vízeséseinek hálózata, amelyek az őserdőkkel együtt kivételesen szép tájat alkotnak. Vízi élőlényei közül figyelemre méltóak endemikus édesvízi halfajai, amelyek közül tizenhárom veszélyeztetett fajt tartanak nyilván és változatos vízinövényei. A terület halfajainak jelentős részét még nem írták le, a védett övezet egyes részeit még alig kutatták. Feltételezhető az is, hogy minden vízesés körül mikro-endemikus növényzet alakult ki. A nemzeti park esőerdői bioföldrajzilag egyedülállóak és felbecsülhetetlen értéket képviselnek. Élőhelyet nyújtanak többek között olyan állatfajoknak mint a kritikusan veszélyeztetett erdei elefánt, a nyugati síkvidéki gorilla, a csimpánz, a mandrill, a leopárd, az afrikai aranymacska és egyes tobzoskafajok. A parkban nagy egyedszámban és fajgazdagságban fordulnak elő különböző lepke- és madárfajok is. |                     |

| | Kolkhiszi mocsarak és esőerdők |
| Grúzia |                                |
| Természeti (IX)(X) |                                |
| Védett terület: 31 253 ha, puffer zóna: 26 850 ha, hivatkozás: 1616 |                                |
| A kolkhiszi vizek és erdők területe mintegy 74 826 hektárt ölel fel, és egyedülálló ökoszisztémája 1997 óta a rámszari egyezmény hatálya alá tartozik. A terület egyik utolsó maradványa annak az trópusi-szubtrópusi övezetnek, amely tízmillió évvel ezelőtt húzódott az eurázsiai kontinensen. A helyszín hét különálló részből áll, amelyek egy 80 kilométer hosszú folyosón helyezkednek el, tengerszint feletti magasságuk 0 és 2 500 méter között váltakozik. Felszíne nagy részét esőerdők, lápok, mocsarak borítják, a nedves éghajlatú esőerdők állat- és növényvilága rendkívül változatos. A területen számos endemikus faj él, ezen felül a harmadidőszak számos maradványa is megtalálható. A védett övezet fontos pihenőhelye a költöző madaraknak is. Az itt élő növényfajok száma a becslés szerint 1 100 körül lehet, köztük 44 veszélyeztetett. A gerincesek száma 500 körüli és számos gerinctelen állatfajt is azonosítottak a térségben. A veszélyeztetett állatfajok száma 19, megtalálható közöttük a kritikusan veszélyeztetett kolkhiszi tok is. |                                |

| | A Római Birodalom limese Germania Inferiorban |
| Hollandia és Németország közös világörökségi helyszíne |                                               |
| Kulturális (II) (III) (IV) |                                               |
| Hivatkozás: 1631 |                                               |
| Az Alsó-Rajna bal partvonala mellett körülbelül négyszáz kilométer hosszan épült ki a Római Birodalom Germania Inferior provinciájának limese. Az Északi-tengerig érő határszakasz maradványai ma Németország és Hollandia területén találhatók. A helyszínhez összesen százkét objektum tartozik, együttesen alkották a birodalmat a 2. században körbevevő mintegy 7 500 kilométer hosszú, Európán, a Közel-Keleten és Észak Afrikán keresztülhúzódó határrendszer egyik szakaszát. A helyszínhez katonai és civil épületek maradványai tartoznak ezen kívül olyan határjelző elemek, amelyek Germania Inferior provincia végét jelezték az i. sz. 1. és 5. század között. Szinte minden épületrész maradványa a föld alatt található, ezért csak a régészeti feltárások alapján ismert. Az ásatások során katonai bázisokat, erődöket, kisebb erődítményeket, tornyokat, átmeneti táborokat, utakat, kikötőket, egy hajóflotta bázist, egy csatornát, egy vízvezetéket, valamint civil településeket, városokat, temetőket, szentélyeket, egy amfiteátrumot és egy palotát azonosítottak. Az objektumok egy része vízzel átitatott területen fekszik, ami elősegíti a bomló anyagok konzerválódását és az objektumok jobb állapotban való megőrzését. |                                               |

| | Dholávíra |
| India |           |
| Kulturális (III)(IV) |           |
| Védett terület: 103 ha, puffer zóna: 4865 ha, hivatkozás: 1645 |           |
| Dholávíra ősi városa, az Indus-völgyi civilizáció déli központja az Indo-Gangeszi-síkság egyik száraz pontján fekszik Gudzsarát államban. A település i. e. 3000 és i. e. 1500 között lehetett lakott. A régészeti helyszín, ami egyike a kor legjobban megőrződött helyeinek Dél-Ázsiában két fő részből áll, egy erődített városból és egy temetőből. A vízellátást két időszakos patak biztosította, ennek vizét bonyolult vízgazdálkodási rendszer segítségével vezették el és gyűjtötték össze, hogy ki tudják elégíteni a lakosság igényeit. Az itt felhasznált mérnöki ismeretek a helyiek találékonyságának bizonyítékai, akik képesek voltak túlélni és fejlődni is ebben a száraz környezetben. A fallal körülvett város főbb részei egy erődítményekkel megerősített palota, egy szertartási terület és különböző méretű lakóházak utcákkal, ez utóbbiak a társadalom erőteljes tagozódására utalnak. A városhoz tartozó temetőben hatféle típushoz tartozó síremlékeket állítottak fel, ezek a civilizáció a halállal kapcsolatos egyéni látásmódját tükrözik. A feltárások során többek között gyöngy-, réz-, kagyló-, féldrágakő-, arany-, elefántcsont feldolgozásra utaló leleteket találtak, ezek a kultúra által elért magas színvonalú művészi és technológiai eredmények bizonyítékai, valamint a kereskedelmi tevékenységé, amit Mezopotámia és az Ománi-öböl településeivel folytattak. |           |

| | Ramappa-templom |
| India |                 |
| Kulturális (I) (III) |                 |
| Védett terület: 5,93 ha, puffer zóna: 66,27 ha, hivatkozás: 1570 |                 |
| A Rudresvara, ismertebb nevén Ramappa-templom Palampet faluban található Telangána államban Haidarábádtól körülbelül kétszáz kilométerre északkeleti irányban. A falakkal körülvett épületegyüttes a Kakatija-kor (i. sz. 1123 – 1323) legfontosabb Siva-temploma. A homokkő templom építése 1213-ban kezdődött és a feltételezések szerint negyven évig tarthatott. Az épület jellegzetességei faragott gránit és dolerit oszlopai és gerendái, valamint piramis formájú lépcsőzetes tornya. Ez utóbbi porózus téglából, úgynevezett „úszó téglából” készült, ezzel csökkentették a tetőszerkezet súlyát. A templom magas művészi színvonalú faragványai helyi táncokat ábrázolnak és jeleneteket a kakatija-kultúra hagyományaiból. Az erdős területek mellett megművelt földek között és a kakatija-kor legnagyobb víztározója közelében álló épület elhelyezkedése a dharmikus szövegekben lefektetett hagyományokat követi amelyek szerint a templomokat úgy kell építeni, hogy szerves részévé váljanak hegyekből, erdőkből, folyókból, forrásokból, tavakból, vízgyűjtő területekből és megművelt földekből álló környezetüknek. |                 |

| | Transziráni vasút |
| Irán |                   |
| Kulturális (II)(IV) |                   |
| Védett terület: 5784 ha, puffer zóna: 32 755 ha, hivatkozás: 1585 |                   |
| A Transziráni vasút egy megközelítőleg északkelet-délnyugat irányú vasútvonal amely a Kaszpi-tengert köti össze a Perzsa-öböllel mialatt négy különböző klímaövezeten, folyókon, síkságokon, felföldeken erdőkön és két hegyláncon halad át. Az építkezés a korban nagy volumene és a nehéz terepviszonyok miatt vált ismertté. Az 1394 kilométer hosszú vasútvonal építését 1927-ben kezdték el és 1938-ban fejezték be. Tervezéséhez és megépítéséhez az iráni kormány és negyvenhárom, különböző országokban működő építési vállalkozó sikeres együttműködésére volt szükség. Az építkezéshez kivételes mérnöki szaktudást alkalmaztak, mivel a vasútvonalnak nagy szintkülönbségeket kellett leküzdenie. A síneket egyes szakaszokon hosszú hegyvidéki területeken vezették át, óriási mennyiségű talajt kitermelve. A szintkülönbségek miatt összesen 174 nagyobb és 186 kisebb hidat építettek és 224 alagutat fúrtak. A korai vasútépítésektől eltérően ezt a vasútvonalat nem külföldi tőke segítségével finanszírozták, hanem helyi adókból fizették, ezzel biztosították, hogy helyi ellenőrzés alatt maradjon. |                   |

| | Uranamat kultúrtáj |
| Irán |                    |
| Kulturális (III) (V) |                    |
| Védett terület: 106 307 ha, puffer zóna: 303 623 ha, hivatkozás: 1647 |                    |
| A távoli, hegyes kultúrtájon a Uranamat nép lakik, egy földművelő-állattenyésztő kurd törzs, amely körülbelül i. e. 3000 óta él ezen e területen. A helyszín a Zagrosz-hegység közepén Kurdisztán és Kermánsáh tartományokban található Irán nyugati határának közelében és két fő részből áll: a középső-keleti völgyből (Zhaverud és Takht Kurdisztán tartományban) és a nyugati völgyből (Lahnun, Kermánsáh tartomány). Az itt élők életmódja a alkalmazkodott a hegyi környezethez. Településeiket meredek lejtőkön építették fel, teraszos földművelési technikákat alkalmaznak és félnomád pásztorkodást folytatnak amelynek során az évszakok változásával összhangban magasabb illetve alacsonyabb területekre költöznek. Az itteni természetes környezetre jellemző a magas biodiverzitás és számos endemikus élőlény jelenléte. A folyamatos emberi megtelepedés bizonyítékai a régészeti feltárások során előkerült kőeszközök, átmeneti és folyamatosan lakott települések, műhelyek, temetők, utak, falvak, kastélyok és egyéb épületek maradványai. A helyszínhez tartozó tizenkét falu illusztrálja azt a folyamatot, amely során az itt élő népcsoportok az évezredek során hogyan alkalmazkodtak a hegyi környezet és a kevés termőföld okozta nehézségekhez. |                    |

| | Amami Ósima szigete, Tokunosima szigete, Okinava szigetének északi része és Iriomote szigete |
| Japán |                                                                                              |
| Természeti (X) |                                                                                              |
| Védett terület: 42 698 ha, puffer zóna: 24 467 ha, hivatkozás: 1574 |                                                                                              |
| A 42 700 hektár szubtrópusi esőerdőt magába foglaló védett terület négy szigeten fekszik amelyek egy láncot alkotnak az ország délnyugati részénél a Kelet-kínai-tenger és a Filippínó-tenger határánál. Legmagasabb pontja az Amami Ósima szigeten található Juwandake hegy. A szigetek a késő miocén földtörténeti korban alakultak ki az eurázsiai kontinenstől eltávolodva, így élővilága elszigeteltté vált és önállóan fejlődött tovább. A terület lakatlan, magas biodiverzitású és bővelkedik endemikus élőlényekben, amelyek közül sok veszélyeztetett. Éghajlata meleg és nedves, meghatározó növénytakarója az örökzöld szubtrópusi esőerdő. A csak itt élő fajok közül megtalálhatók növények, emlősök, madarak, hüllők, kétéltűek, édesvízi halak és rákfélék, például az amami nyúl és a rjúkjúi hosszúfarkú óriáspatkány ami egy ősi leszármazási vonal képviselője és egy más fajjal sem áll rokonságban. A területen élő öt emlős, három madár és három hüllőfajt a „evolúciósan elkülönülő és globálisan veszélyeztetett” (EDGE) fajok közé soroltak. Ezen kívül olyan endemikus fajokat is azonosítottak, amelyek a helyszínnek csak egyes szigetein élnek. |                                                                                              |

| | Dzsómon-kori régészeti feltárások Japán északi részén |
| Japán |                                                       |
| Kulturális (III) (V) |                                                       |
| Védett terület: 141,9 ha, puffer zóna: 984,8 ha, hivatkozás: 1632 |                                                       |
| A helyszín tizenhét régészeti lelőhelyből áll Hokkaidó déli partjainál és és Tóhoku északi részén. A lelőhelyek változatos természeti környezetben találhatók, hegyvidéken, alföldön, fennsíkon, tavak és folyók közelében. Ezeken a helyeken a kutatások során a Dzsómon-kultúra emlékei kerültek elő, ez egy tízezer éven keresztül fejlődő vadászó-halászó-gyűjtögető, mezőgazdasággal még nem foglalkozó de mégis letelepedett életmódot folytató kultúra volt. A tárgyi emlékek az i. e. 13 000 körül fejlődésnek indult kultúra komplex hitvilágáról és szertartásairól tanúskodnak és a folyamatról, ahogy az itt élők az évezredek során alkalmazkodtak a környezet változásaihoz. Spiritualitásuk kézzelfogható emlékei közé tartoznak mázzal borított edényeik, agyagtábláik és a híres kidülledő szemű dogú szobrocskák. Vallási szertartásaik egyes helyszíneit is feltárták, köztük ötven méter átmérőt is elérő kőköröket és olyanokat is ahol jelentős földmunkák nyomai maradtak meg. A lelőhelyek azért is rendkívül fontosak, mert egy nagyon korai és mezőgazdasággal nem foglalkozó letelepedett kultúra kialakulásáról és fejlődéséről adnak képet. |                                                       |

| | asz-Szalt - a tolerancia és városi vendégszeretet helye |
| Jordánia |                                                         |
| Kulturális (II)(III) |                                                         |
| Védett terület: 24,68 ha, puffer zóna: 71,12 ha, hivatkozás: 689 |                                                         |
| A Jordánia nyugati-középső részén Balká kormányzóság területén három egymáshoz közeli hegyre épült asz-Szalt városa fontos kereskedelmi központ volt a keleti sivatag és a nyugat között. Az Oszmán Birodalom utolsó hatvan évében a térség felvirágzását a Szíriából és Libanonból bevándorolt és letelepedett kereskedőknek köszönheti, akik bankügyletekkel, mezőgazdasági és kereskedelmi tevékenységekkel vagyonokat halmoztak fel. Ez a gazdasági fellendülés a régió különböző részeiből szakképzett mesterembereket vonzott a városba, akik teljesen megváltoztatták arculatát és a vidéki kistelepülést virágzó várossá alakították át. Virágkorát az 1860-as évektől 1920-ig élte. Városképére jellemzőek a nagyméretű középületek és családi rezidenciák, amelyeket helyi sárgás mészkőből emeltek. A városközpontban körülbelül hatszázötven történelmi épület található amelyek építészeti stílusára a helyi hagyományok és a szecessziós stílushegyek ötvözése jellemző. A város fejlődése során a muszlim és keresztény lakosok nem különültek el egymástól, békében éltek, ez tükröződött jóléti intézményeiben és vendégházai kialakításában is. |                                                         |

| | Csüancsou történelmi városrészei |
| Kína |                                  |
| Kulturális (IV) |                                  |
| Védett terület: 536,08 ha, puffer zóna: 11 126,02 ha, hivatkozás: 1561 |                                  |
| A Kína délkeleti partvidékén található, az egykorú arab és nyugati forrásokban Zayton néven ismert Csüancsou kulcsfontosságú kereskedelmi csomópont volt a Szung és a Jüan időszakban a 10. és 14. század között az ázsiai tengeri kereskedelem rendkívül virágzó szakaszában. Egy folyó és a tenger találkozásánál fekszik, délkeleti irányban az óceán felé ami összekötötte a világgal, északnyugatra hegyekkel ami a termelést, szállítási útvonalakkal ami az összeköttetést biztosította. A helyszín többek között vallási épületeket foglal magában beleértve egy 11. századi mecsetet, Kína egyik legkorábbi iszlám építményét, sírokat valamint régészeti maradványok széles skáláját: adminisztratív épületek, kereskedelmi és védelmi szempontból fontos állomások, kerámiagyártó műhelyek, hidak, pagodák és a város akkori közlekedési hálózatának megmaradt elemeit. A kőből készült dokkoknak kereskedelmi és védelmi funkciójuk is volt. A több részből álló helyszín tükrözi a termelés, a szállítás és a kereskedelem összefonódását, valamint azokat a legfontosabb intézményi, társadalmi és kulturális tényezőket, amelyek ezekben a századokban hozzájárultak a település látványos felemelkedéséhez és virágzásához Kelet- és Délkelet-Ázsia kereskedelmi hálózatának egyik tengeri csomópontjaként. |                                  |

| | Mathildenhöhe művésztelep, Darmstadt |
| Németország |                                      |
| Kulturális (II)(IV) |                                      |
| Védett terület: 5,37 ha, puffer zóna: 76,54 ha, hivatkozás: 1614 |                                      |
| A Matildenhöhe művészkolóniát Németország nyugati-középső részén 1897-ben alapította Ernő Lajos hesseni nagyherceg Darmstadt város legmagasabb pontján a képzőművészetekben és az építészetben egyre hangsúlyosabbá váló reformmozgalmak egyik központjaként. A kolónia épületei kísérleti modernista lakó- és alkotóhelyként az ideköltöző művészek tervei alapján készültek. A kolóniát az ezután megrendezett nemzetközi kiállítások keretében többször is kibővítették 1901-ben, 1904-ben, 1908-ban és 1914-ben. Jelenleg a korai modern építészet és várostervezés egyik emléke, amelyen a szecesszió erőteljes hatása ismerhető fel. A helyszín két fő részből áll, amelyek összesen 23 épületelemet foglalnak magukba, közülük a legfontosabbak: az esküvői torony (1908), a kiállítási csarnok (1908), a pálmafa liget (1833, 1904-14), Mária Magdolna orosz kápolna (1897-99), a liliomos medence, Gottfried Schwab emlékműve (1905), a pergolás kert (1914), a hattyú templomnak nevezett kerti pavilon (1914), az Ernő Lajos-kút és tizenhárom lakóépület amelyet a művészek műteremnek illetve kiállítóhelynek használtak. A kolóniát az 1904-es kiállításra egy három házból álló épületcsoporttal egészítették ki. |                                      |

| | ShUM Speyer, Worms és Mainz zsidó öröksége |
| Németország |                                            |
| Kulturális (II) (III) (VI) |                                            |
| Védett terület: 5,56 ha, puffer zóna: 16,43 ha, hivatkozás: 1636 |                                            |
| A helyszín a Felső-Rajna vidékén található korábbi császárvárosok, Speyer, Mainz és Worms zsidó építészeti emlékeit foglalja magába. A ShUM rövidítés Speyer, Worms és Mainz héber kezdőbetűire utal. Speyerben a zsinagógát, a nők épületrészét, az épségben megmaradt föld alatti rituális fürdőhelyeket, vallási iskolák ásatások során feltárt maradványait sorolták a helyszínhez, amelyek mind magas művészi és építészeti színvonalat képviselnek. Hozzá tartozik a wormsi zsinagóga épületegyüttese a második világháború után újjáépített 12. századi zsinagógájával, a 13. századi női épületrészével, a gyülekező teremmel és a monumentális 12. századi rituális fürdővel. Része még a Worms és Mainz régi zsidó temetője is. Ezek a műemlékegyüttesek mind a korai askenázi zsidó közösségek és településeik fejlődéséről tanúskodnak a területen amelyek főleg a 11. és a 14. század között élték virágkorukat. Az itteni közösségek épületei prototípusként szolgáltak későbbi zsidó közösségek számára vallási épületeik és temetőik kialakításához. |                                            |

| | Padova 14. századi freskói |
| Olaszország |                            |
| Kulturális (II) |                            |
| Védett terület: 19,96 ha, puffer zóna: 530 ha, hivatkozás: 1623 |                            |
| A helyszín nyolc egyházi és világi épületből áll Padova történelmi központjában amelyek 1302 és 1397 között készült freskóciklusaikról nevezetesek. A festményeket több művész készítette, más-más megrendelők megbízásai alapján, különböző funkciójú épületekben, mégis egyfajta stilisztikai egységet képviselnek és hasonló témákat ábrázolnak. Az épületek négy csoportba sorolhatók, a Scrovegni-kápolna és az Eremitani-templom (1.) a Palazzo della Ragione, a Palazzo Carraresi, a keresztelőkápolna és a hozzá tartozó terek (2.), a Szent Antal-bazilikához tartozó épületcsoport (3.) és a San Michele (4.). A festmények közé tartozik Giotto freskóciklusa a Scrovegni-kápolnában amely a falfestészet 14. századi robbanásszerű fejlődésének elindítója volt. A többi festményciklust Guariento di Arpo, Giusto de' Menabuoi, Altichiero da Zevio, Jacopo Avanzi és Jacopo da Verona készítette. A festményeken nyomon követhető az a folyamat ahogy egy évszázad alatt kifejlődött a falfestészetnek egy, a térbeli ábrázolások szabályait helyesen alkalmazó formája. Ennek kiváltója a patrónusok egyre hangsúlyosabb megjelenítése iránti igény és emberi érzelmek valósághű ábrázolása iránti fokozott érdeklődés volt. |                            |

| | Bolognai árkádok |
| Olaszország |                  |
| Kulturális (IV) |                  |
| Védett terület: 52,18 ha, puffer zóna: 1126 ha, hivatkozás: 1650 |                  |
| A helyszín tizenkét részből áll, ezek olyan árkádsorok és hozzájuk tartozó épületek, amelyek Bologna történelmi központjában épültek fel a 12. századtól napjainkig. A város árkádjainak összesített hossza eléri a 62 kilométert. Ezek legfőképpen magántulajdonú épületekhez kapcsolódnak viszont közösségi használatra készültek és az idők során a bolognai városkép legjellegzetesebb elemévé váltak. A kiválasztott tizenkét árkád különböző korokból származik és bemutatja a város összes árkádtípusát. Az árkádok egy része fából készült, más része kőből vagy téglából, némelyiket később betonnal erősítették meg. Utakat, tereket, sétányokat szegélyeznek egy vagy több oldalról is. A kiválasztott árkádok között van olyan is, ami csak egy épülethez tartozik és nem egy nagyobb lefedett terület része. Ezeket a fedett területek mindig is népszerűek voltak a gyalogosok körében, ezen kívül fontos helyszínei voltak egyes kereskedelmi tevékenységeknek is. A 20. században a beton alkalmazása lehetővé tette egyes tetőelemek cseréjét, valamint új árkádok építését is újfajta építészeti megoldásokkal, ennek egyik példája a Barca városnegyedben található. |                  |

| | Sziklarajzok az Onyega-tó és a Fehér-tenger partján |
| Oroszország |                                                     |
| Kulturális (III) |                                                     |
| Védett terület: 7,049.54 ha, puffer zóna: 15,557 ha, hivatkozás: 1654 |                                                     |
| A neolitikum idején keletkezett sziklarajzok Karéliában két nagyobb helyszínen, egymástól kb. 300 km-re helyezkednek el: az Onyega-tó partján a Pudozsi járásban és a Fehér-tenger partján a Belomorszki járásban. Az első nagy csoportban 22 helyen több mint 1200 véset található, melyek többnyire madarakat, állatokat, félig ember- és félig állatfigurákat ábrázolnak. Gyakoriak a geometriai formák is, amelyek a Nap és a Hold szimbólumai lehetnek. A második csoport 11 helyszínen összesen 3411 sziklarajzot tartalmaz, többségük a vadászat és a vízi élet képeit jeleníti meg a hozzájuk tartozó felszereléssel együtt, valamint állat- és emberi lábnyomokat őrzött meg. A magas művészi színvonalon kivitelezett sziklarajzok Fennoskandinávia fejlett neolitikus kultúrájáról tanúskodnak. |                                                     |

| | Chankillo régészeti helyszín, csillagászati komplexum |
| Peru |                                                       |
| Kulturális (I) (IV) |                                                       |
| Védett terület: 4480 ha, puffer zóna: 43 990 ha, hivatkozás: 1624 |                                                       |
| A Peru északi-középső partvidékén a Casma-völgyben található csillagászati célra használt épületegyüttes az i. e. 3. századra datálható. A sivatagi környezetben álló épületelemeket a körülöttük fekvő tájelemekkel együtt arra használták, hogy a nap segítségével meghatározzák az év közbeni dátumokat. A csillagvizsgáló fő részei egy dombon álló háromszoros fallal megerősített épület, az úgynevezett Erődített templom, két másik épület, a Obszervatórium és a Adminisztratív központ, a domb gerincén egymástól szabályos távolságra elhelyezkedő 13 hasáb alakú torony és az úgynevezett Cerro Mucho Malo egy természeti képződmény. Az épületegyüttest feltételezhetően egy napkultusznak szentelték, amit megerősítenek az észak-déli irányban álló toronysor két végén található megfigyelési pontok, amik egész éven át lehetővé tették a napkelte és a napnyugta megfigyelését. A csillagvizsgáló kialakításához komoly természettudományos ismeretekre volt szükségük. A napciklust és mesterséges horizontot használták a napfordulók, napéjegyenlőségek és a többi dátum meghatározásához, ami éves szinten egy-két nap eltéréssel sikerült nekik. |                                                       |

| | Verespatak bányászati kultúrtáj |
| Románia |                                 |
| A veszélyeztetett világörökségi helyszínek listájára került: 2021 |                                 |
| Kulturális (II)(III)(V) |                                 |
| Puffer zóna: 341,42 ha, hivatkozás: 1552 |                                 |
| Az ország nyugati részén fekvő Verespatak a római korban a birodalom egyik legjelentősebb, legkiterjedtebb felszín alatti aranybányája volt. Az Alburnus Maior néven működő, bonyolult technikai megoldásokat alkalmazó bányából i. sz. 106-tól 166 év alatt mintegy ötszáz tonna aranyat termeltek ki. Komoly mérnöki ismereteket alkalmazva körülbelül hét kilométer hosszan különféle típusú alagutakat vájtak ki. Négy helyen, ahol kiváló minőségű ércet találtak a kitermeléshez vízikerekeket is alkalmaztak. A helyszínen az importált római bányászati technológiák olyan eredményesen ötvöződtek a helyi technikákkal ami a korban egyedinek számított. A kitermelés később, a középkorban, majd egészen a modern korig folytatódott, de sokkal kisebb mértékben. A későbbi tárnák körbefonják és esetenként átvágják a román kori alagutakat. A római korból számos viasztábla maradt meg amik részletes információkkal szolgálnak a kor bányászatának demográfiai, nyelvi, szociológiai hátteréről az akkori Alburnus Maior mellett egész Dacia provinciában. A helyszín egy agrár térségben található ahol még ma is felismerhetőek azok a közösségi struktúrák, amelyek a 18. és a 20. század között a bányát fenntartották. Jelenleg egy ciánt alkalmazó technológiával működő bányát terveznek nyitni a területen, ezért a helyszín felvételének évében azonnal felkerült a veszélyeztetett világörökségi helyszínek listájára is. |                                 |

| | Paseo del Prado és Buen Retiro |
| Spanyolország |                                |
| Kulturális (II)(IV)(VI) |                                |
| Védett terület: 218,91 ha, hivatkozás: 1618 |                                |
| A Madrid városközpontjában található 200 hektáros kultúrtáj a 16. században indult fejlődésnek miután kialakították a Paseo de Prado-nak nevezett széles útvonalat az ilyen jellegű sétányok hispániai prototípusát. Jellegzetes elemei feltűnő szökőkútjai, köztük leghíresebb a Neptun-kút és a Cibeles-kút, ez utóbbi az azonos nevű téren, a város egyik legismertebb pontján található. A helyszín annak az építészeti és várostervezési fejlődésnek állít emléket, amely a 18. századi felvilágosult abszolutizmusra volt jellemző. Az itt található tekintélyes épületek egy részét a művészeteknek és a tudományoknak szentelték más részüket ipari, kutatási és egészségügyi célokra hasznosították és összességükben a Spanyol Birodalom utópisztikus elképzeléseit tükrözték. A helyszín nagyobbik részét egy 120 hektáros park, a Jardines de Buen Retiro foglalja el a 17. századi Buen Retiro palota maradványaival együtt, ahol végigkövethetőek a kertépítészet különböző módszerei a 19. századtól napjainkig. A világörökséghez tartozik ezen kívül a teraszos kiképzésű Királyi Botanikus Kert is, és egy lakóövezet 19. és 20. századi épületekkel a Barrio Jeronimos negyedben. |                                |

| | Hima kultúrtáj |
| Szaúd-Arábia |                |
| Kulturális (III) |                |
| Védett terület: 242,17 ha, puffer zóna: 31 758 ha, hivatkozás: 1619 |                |
| A Szaúd-Arábia délkeleti részén száraz, hegyvidéki környezetben található Hima kultúrtáj az Arab-félsziget egyik ősi karavánútja mellett fekszik. Hétezer évnyi kultúrájáról sziklarajzok jelentős csoportja tanúskodik, ezek vadászatot, a helyi növény- és állatvilágot ábrázolják, valamint jeleneteket az itt lakók életéből. Utazók és itt táborozó katonák feliratok és sziklavésetek tömegeit hagyták maguk után egészen a 20. századig, ezek jelentős része eredeti állapotában őrződött meg. A feliratok különböző írásmódokkal készültek, többek között ódélarab írással, valamint arámi, görög és arab írással is. Maga a helyszín és puffer zónája is gazdag feltáratlan régészeti helyszínekben, vannak köztük kőhalmok, kőből készült építészeti struktúrák, temetkezési helyek, ősi kutak és szétszórt kőszerszámokat rejtő területek. Ez a helyszín az eddig ismert legrégebbi vámszedőhely egy fontos karavánútvonalon, ezen kívül kútjairól is nevezetes amelyek legalább háromezer évesek és még mindig friss víz nyerhető ki belőlük. |                |

| | Jože Plečnik ljubljanai művei |
| Szlovénia |                               |
| Kulturális (IV) |                               |
| Védett terület: 19,12 ha, hivatkozás: 1643 |                               |
| Jože Plečnik két világháború közötti munkássága az emberközpontú várostervezés egyik kiemelkedő alkotása, ami sikeresen változtatta meg Ljubljana identitását az első világháború után az Osztrák–Magyar Monarchia megszűnésekor, amikor vidéki városból a szlovének fővárosává vált. Az építész ehhez az átalakuláshoz a már meglévő óváros és a feltörekvő modern 20. századi társadalom építészeti igényeit hangolta össze. A helyszín közösségi terekből (parkokból, utcákból, sétányokból, hidakból) és középületekből (könyvtár, piacok, templomok, temetkezési épületegyüttesek) áll, amelynek elemeit körültekintően illesztette be a már meglévő struktúrák közé, egy természeti és kulturális egységet alkotva és meghatározva a település új identitását. Ez az emberközpontú megközelítés ötvözve az építész egyedi látásmódjával elkülönül a kor domináns modernista építészeti törekvéseitől. A közterületek, épületek és zöld területek harmonikus egysége megmutatja, hogy milyen jelentős alkotásokat lehet létrehozni egy építész tervei alapján viszonylag kisméretű, már beépített területeken, nem túl hosszú idő alatt, limitált anyagi források igénybevételével. |                               |

| | Keng Kracsan erdőegyüttes |
| Thaiföld |                           |
| Természeti (X) |                           |
| Védett terület: 408 940 ha, hivatkozás: 1461 |                           |
| A helyszín a Központi-hegyvidék, a többek között a Maláj-félszigeten végighúzódó észak-déli irányú mészkőhegység Thaiföld felőli oldalán található. A himalájai, indokínai és szumátrai növény és állattársulásainak találkozási pontján helyezkedik el, ennek következtében magas biodiverzitású terület. A térségben a száraz és nedves örökzöld erdők dominálnak egyes részeken lombhullató, és hegyi erdővel keveredve. Az erdőkben számos endemikus és veszélyeztetett növényfajt azonosítottak, ezen kívül madárvilága is rendkívül változatos köztük nyolc globálisan veszélyeztetett fajjal. Az itt élő állatok között megtalálható a súlyosan veszélyeztetett sziámi krokodil, a veszélyeztetett ázsiai vadkutya, egy veszélyeztetett tulokfaj a banteng, az ázsiai elefánt, az ázsiai óriásteknős és más sebezhető madár- és emlősfajok. Figyelemre méltó, hogy a területen nyolcféle macskafaj is talált életteret, köztük a tigris, a leopárd, a ködfoltos párduc és az ázsiai aranymacska. |                           |

| | Arslantepe |
| Törökország |            |
| Kulturális (III) |            |
| Védett terület: 4,85 ha, puffer zóna: 74,07 ha, hivatkozás: 1622 |            |
| Arslantepe egy harminc méter magas régészeti helyszín, úgynevezett tell az Eufrátesz folyótól 12 kilométerre délnyugatra. A hely az i. e. 6. évezredtől a késő római időkig volt lakott. A korai Uruk kor legkorábbi rétegei vályogból épült házaival az i. e. 4. évezred első felére datálhatók. A hely egyik virágkorát a késő rézkorban élte, ekkor központi épülete egy palotakomplexum volt. Jelentős régészeti anyag került elő a korai bronzkorból is, ennek a periódusnak meghatározó eleme egy királyi síremlékegyüttes. A későbbi rétegek a korai asszír, hettita és későhettita korból származnak. A helyszínen végigkövethető a folyamat ami lehetővé tette a közel-keleti államszervezet kialakulását, és egy kifinomult bürokratikus rendszer felépítését még az írás használata előtti időkben. Jelentősek a helyszínen talált fémtárgyak is, köztük az eddig ismert legrégebbi kardokkal. Ezek a szervezett harcmodor kezdeteire utalhatnak, ami az elit kiváltsága lehetett, akik fegyvereiket új, politikai hatalmuk jelképeinek tekinthették. |            |

| | Eladio Dieste munkássága: az atlántidai templom |
| Uruguay |                                                 |
| Kulturális (IV) |                                                 |
| Védett terület: 0,56 ha, puffer zóna: 69,5 ha, hivatkozás: 1612 |                                                 |
| Atlántida temploma Estación Atlántida településen található 45 kilométerre Montevideotól. A harangtoronnyal és a földalatti keresztelőkápolnával kiegészített templom előképei az itáliai ókeresztény és középkori egyházi épületek voltak. Az 1960-ban felszentelt modernista stílusú épületegyüttes jellegzetességei vakolatlan téglafalai. A négyszögletes alaprajzú egyhajós építmény falai hullámvonalúak, vékony tetőszerkezete szintén hullámvonalat követ. Az ilyen típusú, rendkívül vékony tetőszerkezetek Eladio Dieste munkásságának legnagyobb eredményei. A különálló henger alakú harangtorony a templom mellett emelkedik közvetlenül a főhomlokzat mellett, míg a földalatti keresztelőkápolna, amely egy központi kerek ablakon át kap természetes fényt baloldalt egy háromszög alakú bejáraton keresztül közelíthető meg. Az épület annak a nyersanyagokkal takarékosan bánó építészeti fejlődésnek a bizonyítéka ami a 20. század második felében valósult meg Latin-Amerika államaiban. |                                                 |